# 诺斯特庄园
诺斯特庄园（英語：The Manor of Northstead）是英国曾经存在的一个庄园，旧址位于现今英格兰北约克郡斯卡布罗皮肖尔姆公园和斯卡布罗露天剧院一带的区域。尽管庄园已不复存在，但诺斯特庄园王室管家兼郡副司法长官（Crown Steward and Bailiff of the Manor of Northstead）这一古老的职位依旧保留至今，如今通常被授予辞职的下议院议员。

## 历史
诺斯特庄园为中世纪庄园，周围是约克郡北部的斯卡尔比教区的农庄和农田。理查三世统治时期，该庄园转为英国王室所有。到1600年，庄园已经年久失修，后来被理查德·乔尔姆利爵士的牧羊人占用，最終彻底荒废。1921年，斯卡布罗公司从王室手中买下了这块土地，但没有买下庄园的领主权。

## 诺斯特庄园王室管家兼郡副司法长官
由于庄园土地所有权早已被出售，庄园的管理者——“诺斯特庄园王室管家兼郡副司法长官”这一职务也就变得有名无实。但这一职务在现代英国却被赋予了新的作用。受限于英国国会的规定，自1624年起，英国下议院议员就不能以任何理由从下议院辞职，但根据《1701年嗣位法令》，一个议员一旦出任一些由王室发放工资的职位，就不可以继续担任国会议员的职位。因此，国会议员如果想辞职的话，就会向财政大臣申请担任一些王室官职。担任诺斯特庄园王室管家兼郡副司法长官，成为下议院议员变相辞职的手段之一。
根据史料记载，1842年，英国下议院议员帕特里克·查默斯因健康原因，被任命为诺斯特庄园王室管家，同时不再担任下议院议员。查默斯也是现今有据可查的第一位循此方法辞去议员职务的人。此后包括前首相戴维·卡梅伦在内，许多议员借担任诺斯特庄园王室管家一职而变相辞去议员职务。